# Marcel Brunnarius
Marcel Brunnarius, né le 3 juillet 1884 à Asnières-sur-Seine dans les Hauts-de-Seine et mort pour la France à Fleury-devant-Douaumont dans le département de la Meuse le 23 juin 1916, est un architecte français du XXe siècle. Son nom est inscrit au Panthéon parmi les 560 écrivains morts au combat pendant la Première Guerre mondiale.

## Biographie
Marcel Gustave Brunnarius, né le 3 juillet 1884 au no 7 villa des couronnes à Asnières-sur-Seine, est le fils de l'architecte Ernest Brunnarius (1857-1901) et de Jeanne Adélaïde Hélène Heimsch (1860-1943).    
Issu d'une ancienne famille protestante française dont une partie s'est installée en Allemagne après la révocation de l'Édit de Nantes, la famille garde un lien avec la France. Son père, architecte à Asnières, auteur de plusieurs bâtiments réalisés à Évian, dont le Palais Lumière, meurt dans une avalanche au cours d'une excursion avec deux membres du Club alpin en février 1901.    
Il suit la même voie que son père et entre en 1901 à l'École des beaux-arts de Paris. De novembre 1902 à septembre 1903, il fait son service militaire au 74e régiment d'infanterie. Passé dans la disponibilité, il est nommé caporal en 1903, sergent en 1904 et chef de section en 1905. Après le service militaire, il est l'élève de Henri Deglane et obtient le diplôme d'architecte diplômé par le gouvernement en 1909. Il s'associe à son cousin, également architecte à Asnières.    
C'est lors d'un séjour à Munich qu'il rencontre Jean Reutlinger qui l'intéresse à la littérature. Ensemble, ils participent à la création de La Vasque, une revue littéraire mensuelle qui parait à Paris à partir de 1912, dont ils sont directeurs de la publication,. Marcel y écrit des textes en prose aux côtés de Jean Reutlinger, Henri Dutheil, Marc Chadourne, Germaine Schrœder, Bernard Zimmer et René Druart.    
Au printemps 1914, il épouse Maude Suse Sloper (née en 1886 à Colombes-1940) à West Ham (quartier de Londres).                 
Lors de la mobilisation en août 1914, il est d'abord rappelé au 5e régiment d'infanterie et passe au 39e régiment d'infanterie en octobre de la même année. On le nomme adjudant en octobre 1915 puis sous-lieutenant en mars 1916 à la 17e compagnie du 239e régiment d'infanterie.
En juin, son régiment participe à la bataille de Verdun dans le secteur de Fleury-devant-Douaumont et subit de lourds bombardements au gaz. Au cours de violents combats pour défendre le village de Fleury, plusieurs compagnies du régiment sont anéanties et Marcel Brunnarius y est tué le 23 juin 1916,,,.
Il est cité à l'ordre de l'armée en ces termes : « Officier d'un sang froid remarquable depuis le début de la campagne, a contribué énergiquement à la défense d'un village contre un ennemi très supérieur en nombre. Tué en criant "Courage les amis, Voilà du renfort. Vive la France" ».

## Œuvres principales
- La Vasque, revue littéraire, 1912-1913

## Distinctions
- Chevalier de la Légion d'honneur, à titre posthume, arrêté du 30 décembre 1919[13],[14]
- Croix de guerre 1914–1918, palme de bronze[4]

## Hommages
- Le nom de Marcel Brunnarius est inscrit au Panthéon dans la liste des 560 écrivains morts pour la France[15].
- Son nom figure sur le monument commémoratif de l'École des beaux-arts à Paris, sur les monuments aux morts d'Asnières-sur-Seine, de Courbevoie et sur la plaque commémorative de la Woodford Green United Free Church près de Londres[16].